# Ariadne Daskalakis
Ariadne Daskalakis (Boston, 1 december 1969) is een Amerikaans violiste.

## Biografie
Daskalakis werd geboren als dochter van Griekse immigranten. Ze studeerde aan de Juilliard School, Harvard University en aan de Hochschule der Künste Berlin.
Ze gaf als soliste concerten in de toonaangevende zalen van de wereld, zoals Carnegie Recital Hall in New York en het Gulbenkian Center in Lissabon, Théâtre des Champs-Élysées in Parijs, Rudolfinum in Praag en de Philharmonie in Berlijn.
Ze werkte samen met de Academy of Ancient Music, Kammerakademie Potsdam en het English Chamber Orchestra. Daskalakis voert ook graag hedendaagse muziek uit, zoals Caspar Johannes Walter/Casper Johannes Walters Vioolconcerto ‘Zeichnungen’ en Christoph Coburger/Christoph Coburgers ‘Opera Mono Herr K und Frau N,’ een geënsceneerd solowerk met video-installatie.
Zij won reeds verschillende prijzen waaronder in 1998 het ARD Wettbewerb in München.

## Discografie
De discografie bestaat uit de volgende titels:
- vioolsonates nrs. 2 & 5 van Raff
- L'Horizon fantastique van Gabriel Fauré
- 2000: Violinio Arioso
- 2004: vioolsonates nrs. 1, 3 en 4 van Raff
- 2007: vioolconcerti van Tartini
- 2009: 20ste-eeuwse werken van Lutoslawski, Janácek en Szymanowski
- 2011: vioolsonates van Händel
- 2013: Concerto's van Vivaldi
- 2015: ‘Rosenkranz-Sonaten’ van Biber met het Ensemble Vintage Köln
- 2015: vioolconcerto's Wenzel
- 2016: vioolsonates Ries